# Francis Meres
Francis Meres, född 1565, död 29 januari 1647, var en engelsk präst och författare.
Meres skulle helt säkert för länge sedan varit glömd, om han inte kommit att spela en viktig roll i Shakespeareforskningen genom den lista på Shakespeares arbeten, som han ger i sitt litteraturhistoriska verk Palladis Tamia eller Wits treasury (1598), vilken lista i förening med hans berömmande ord om den store dramatikern, som han betraktar som Englands mest framstående skald, samt hans redogörelse för Marlowes död blivit klassiska ställen i den engelska litteraturhistorien. Denna lista har redan tidigt använts som ett viktigt dateringsmedel för Shakespeares dramer. Tack vare densamma vet vi med säkerhet, att följande av dem var författade före 1598: Titus Andronicus, Förvillelser, Köpmannen från Venedig, En midsommarnattsdröm, Två ungherrar från Verona, Kärt besvär förgäves, Romeo och Julia, Rikard III, Kung Johan, Rikard II och Henrik IV. Han talar även om Shakespeares "sockersöta sonetter", som då otryckta cirkulerade bland hans vänner.